# Anthenea rudis
Anthenea rudis is een zeester uit de familie Oreasteridae.
De wetenschappelijke naam van de soort werd in 1910 gepubliceerd door René Koehler.